# Fabian Liesenfeld
Fabian Liesenfeld (* 7. Februar 1986 in Mainz) ist ein deutscher Fußballspieler.

## Karriere
Liesenfeld spielte in seiner Jugend für die SG Guldental, Eintracht Bad Kreuznach und Hassia Bingen. Für die Hassia bestritt er auch seine ersten Begegnungen im Aktivenbereich. Zur Saison 2005/06 wechselte innerhalb der Oberliga Südwest von Bingen zur zweiten Mannschaft des 1. FSV Mainz 05. Dort erhielt er einen Vertrag mit der Perspektive, in naher Zukunft den Sprung in die Profimannschaft zu schaffen.
Die Vorbereitung zur Bundesligasaison 2007/08 absolvierte Liesenfeld mit der Ersten Mannschaft der Mainzer. Dort überzeugte er, sodass er mit einem Lizenzspielervertrag ausgestattet wurde. Liesenfeld wurde fortan weiterhin in der zweiten Mainzer Mannschaft aufgeboten und brachte es nur auf einen Einsatz in der 2. Bundesliga. Er wurde am 18. Spieltag im Spiel bei der TuS Koblenz in der Nachspielzeit eingewechselt.
Zur Saison 2008/09 schloss er sich dem VfR Wormatia Worms an. In der Saison 2009/10 spielte er für den VfR Aalen in der Regionalliga Süd.
Nach zuvor erfolglosem Probetraining im Juni 2010 beim Drittligisten Hansa Rostock, wechselte Liesenfeld zur Saison 2010/11 zu den Sportfreunden Lotte in die Regionalliga West. Zur Rückrunde der Saison 2012/13 wechselte Liesenfeld wieder zurück zum VfR Wormatia Worms in die Regionalliga Südwest. Aufgrund der langwierigen Verletzung des Mittelfeldakteurs, wegen derer auch sein auslaufender Vertrag nicht verlängert wurde, musste Liesenfeld den Verein im Sommer 2013 verlassen und war zunächst vereinslos. Im Sommer 2014 schloss er sich seinem Jugendverein Hassia Bingen an. Mit der Hassia stieg er 2015 in die Verbandsliga auf. 2018 folgte der Aufstieg in die Oberliga, wobei Liesenfeld im entscheidenden Aufstiegsrundenspiel gegen die Eisbachtaler Sportfreunde in der 89. Minute das siegbringende Tor zum 1:0 erzielte.